# Josep de Togores i Muntades
Josep de Togores i Muntades (Barcelona, 26 de juliol de 1868 - Sant Tropés, Provença, 7 de setembre de 1926) va ser un realitzador cinematogràfic, esportista, col·leccionista d'art i pintor afeccionat català.

## Biografia
Va néixer a Barcelona, fill del sevillà Alejo de Togores i de la barcelonina Joana Baptista Muntades i Vilardell. Va ser inscrit amb els noms de Josep Rafael Aleix Joan Antoni Maria de Montserrat.
Pioner de diversos esports a Catalunya, fou campió de rem i tir al blanc, però també practicà la natació, la lluita grecoromana i l'esgrima. Fou vicepresident del "Sport Men's Club", president de l'Associació de Clubs de Futbol de Barcelona (1904-05) i cofundador d'El Mundo Deportivo (1906).
Home d'àmplia cultura, fou amic i amfitrió de Camille Saint-Saëns, Joaquim Malats i Enric Granados, amb els quals organitzà concerts a casa seva. També fou col·leccionista d'art i pintor afeccionat. Fou membre de la Lliga de Catalunya. Eugeni d'Ors el presentà com a model de català europeïtzant.
Va ser el representant a Barcelona la companyia belga Solvay. Però els ingressos van començar a minvar i, després de diversos negocis sense èxit, a partir de 1914, es dedicà a la realització cinematogràfica. Inicià la seva obra amb La festa del blat (1914), basada en una obra de Guimerà; seguiren Dansa fatal (1914), El pollo Tejada (1915), amb argument inspirat en la sarsuela homònima de Carlos Arniches Barreda, i fotografia de Giovanni Doria i Josep María Maristany, Flor del arroyo, Secrets del mar (1916), Prova tràgica —per episodis—, Un drama a la muntanya, La pescadora de Tossa, El cavaller Casaroja, El regal de bodes, Un sol cor i El golfo. El seu cinema fou un cinema de qualitat, amb bons col·laboradors tècnics, temàtica ambiciosa, presentació fastuosa, i grans actors i actrius com Fernando Díaz de Mendoza, María Guerrero, Lola París, Pastora Imperio, entre d'altres. Malgrat els encerts de ritme, en general es pot dir que els seus films pecaven de teatralitzants, i els temes, d'artificiosos i poc cinematogràfics.
Després de dirigir setze pel·lícules, el món cinematogràfic li va aportar més dificultats que beneficis econòmics. La situació econòmica de Togores era precària i va decidir reunir-se amb el seu fill a París. Així, durant els darrers temps col·laborà en la promoció a França de la carrera pictòrica del seu fill Josep de Togores i Llach. Després de suportar una greu malaltia es va traslladar a Sant Tropés on va morir el 1926.